# Juri Batukov

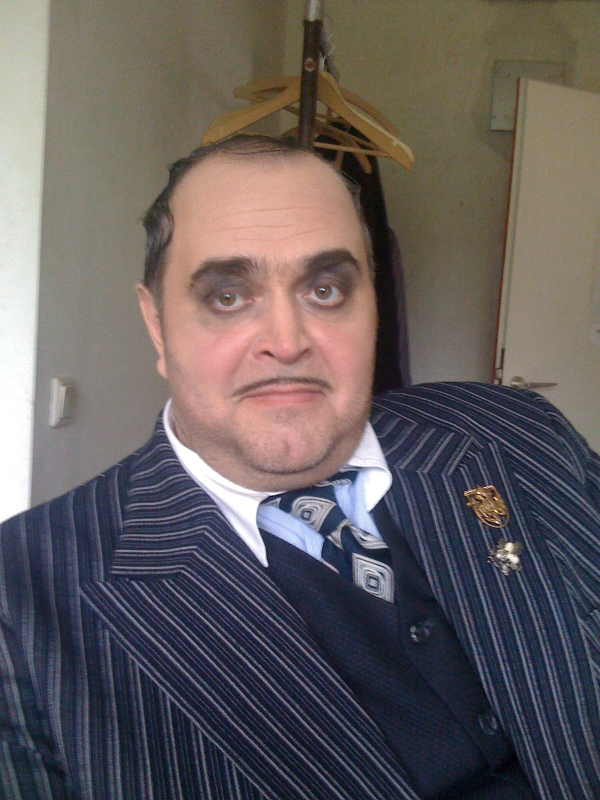
Juri Batukov im Kostüm des Swallow aus Peter Grimes

Juri Batukov, gemäß Duden-Transkription Juri Batukow, russisch Юрий Батуков (* 1962 in Syktywkar, Republik Komi) ist ein russischer Opernsänger (Bariton).

## Leben
Während seines Studiums am Moskauer Konservatorium konnte er in seiner Heimatstadt als „Eugen Onegin“ debütieren. Dort sang er dann auch den „Graf Almaviva“ in Figaros Hochzeit und den „Germont“ in La traviata. Diesen ersten Erfolgen schloss sich ein Engagement am Musiktheater in Swerdlowsk an, wo er als „Escamillo“ in Carmen auf der Bühne stand.
In Deutschland war er zunächst am Hessischen Staatstheater in Wiesbaden engagiert. Parallel zu dieser Tätigkeit führten ihn Gastspiele nach Lissabon, zum Teatro Real in Madrid und zum Lincoln Center Festival in New York, sowie nach Avignon (Eugen Onegin). An der Opéra du Rhin in Straßburg sang er den „Mandryka“ (Arabella) und den „Franck“ (Die tote Stadt) von Korngold, ebenso am Théâtre Châtelet in Paris, am Théâtre des Champs Elysées in Paris den „Förster“ in Das schlaue Füchslein von Leoš Janáček. In der Spielzeit 2007/08 gab er sein Debüt an der Wiener Staatsoper. Seit 2011 ist er am Theater Erfurt tätig.

## Repertoire
- Escamillo – Carmen
- Bartolo – Der Barbier von Sevilla
- Tomski – Pique Dame
- Dr. Falke – Fledermaus
- Jago – Otello
- Scarpia – Tosca

## Diskografie
- DVD-Produktion, Die tote Stadt, Théâtre Châtelet in Paris